# 小野田インターチェンジ
小野田インターチェンジ（おのだインターチェンジ）は、山口県山陽小野田市に所在する山陽自動車道（宇部下関線）のインターチェンジである。

## 概要
2001年（平成13年）3月11日の山陽自動車道開通にあわせて、当時の小野田市と厚狭郡山陽町の両市町の市街地のほぼ中間に設けられた（両市町は2005年に合併して山陽小野田市に移行）。両市街地のほか宇部市旧楠町域の最寄りインターチェンジにもなっている。旧山陽町内西部に、小野田ICとは別に埴生ICが設けられたため、案内表記には広域地名である（旧山陽町が誕生する前の町名でもある）「厚狭」が採用されている。
山陽自動車道側、山口県道71号小野田山陽線側ともにトランペット型の構造となっている。
地域高規格道路山口宇部小野田連絡道路の全体計画では、山口宇部小野田連絡道路と山陽自動車道が本IC付近で接続することとなっているが、具体化はされていない。

## 歴史
- 2001年（平成13年）3月11日：宇部JCT - 下関JCT間開通に伴い、供用開始[1]。

## 周辺
- 小野田駅（JR西日本・山陽本線）
- サビエル高等学校
- 江汐公園
- 小野田港

## 接続する道路
- 直接接続
  - 山口県道71号小野田山陽線
    - インターチェンジ開設に併せてインターチェンジ付近が4車線化された。
    - インターチェンジ北方で山口県道349号江汐公園線が分岐する。

## 小野田バスストップ
本線上に高速バス専用のバス停留所が設けられている。本線へのオフランプから分岐しオンランプにとりつく構造（九州道のインターチェンジ併設バス停に多く見られる構造）となっている。
停車する路線
| 路線愛称         | 運行会社 | 下り線側方面 | 上り線側方面                                         | 昼行/夜行 |
| ---------------- | -------- | ------------ | ---------------------------------------------------- | --------- |
| サンアンドムーン | 大新東   | （降車のみ） | 神戸（三宮）・大阪（梅田・なんばOCAT）・京都駅八条口 | 夜行      |

バス停へのアクセス
- 小野田駅より船鉄バス高畑循環線「千崎中」バス停
- 厚狭駅・小野田駅・宇部新川駅・宇部中央より船鉄バス厚狭線「千崎」バス停（山口県道71号小野田山陽線）

## 隣
E2 山陽自動車道（宇部下関線）
(43)宇部IC - (44)小野田IC - (PA)周防灘PA - (45)埴生IC